# Правителство на Кирил Петков
Правителството на Кирил Петков, известно като правителството на Четворната коалиция, е деветдесет и девето правителство на Република България, избрано на 13 декември 2021 г. от 47-ото народно събрание със 134 гласа „за“ и 104 „против“. Приемник е на второто служебно правителство на Стефан Янев. От 22 юни 2022 г. правителството е в оставка след гласувания вот на недоверие със 123 гласа „за“ и 116 гласа „против“. На 2 август 2022 г. предава властта на служебното правителство на Гълъб Донев.

## Политика
На 8 юни 2022 г. ИТН обявява намерението си да излезе от коалиционното споразумение и с това да напусне управляваната от Продължаваме промяната коалиция.
На 22 юни 2022 г. 47-ото народно събрание подкрепя вота на недоверие на Министерския съвет, внесен седмица по-рано от ГЕРБ – СДС, с твърдението, че правителството се е провалило във финансово-икономическата политика.

## Съставяне
Кабинетът, начело с Кирил Петков, е коалиционен и е съставен от представители на политическите формации ПП, БСП, ИТН и ДБ. Разпределението на министерските постове в него е в съотношение 10:4:4:3, като в квотата на ПП влизат и независими министри от служебното правителство на Стефан Янев. Структурата и съставът на Министерския съвет са одобрени със 134 гласа „за“ срещу 104 „против“.

### Кабинет
Сформира се от следните 20 министри и един председател.
| министерство                                                          | име | име                  | партия |
| --------------------------------------------------------------------- | --- | -------------------- | ------ |
| министър-председател                                                  |     | Кирил Петков         | ПП     |
| заместник министър-председател, финанси                               |     | Асен Василев         | ПП     |
| заместник министър-председател                                        |     | Калина Константинова | ПП     |
| заместник министър-председател, икономика и индустрия                 |     | Корнелия Нинова      | БСП    |
| заместник министър-председател, регионално развитие и благоустройство |     | Гроздан Караджов     | ИТН    |
| заместник министър-председател, околна среда и води                   |     | Борислав Сандов      | ДБ     |
| вътрешни работи                                                       |     | Бойко Рашков         | ПП     |
| външни работи                                                         |     | Теодора Генчовска    | ИТН    |
| отбрана                                                               |     | Стефан Янев          | ПП     |
| правосъдие                                                            |     | Надежда Йорданова    | ДБ     |
| труд и социална политика                                              |     | Георги Гьоков        | БСП    |
| здравеопазване                                                        |     | Асена Сербезова      | ПП     |
| образование и наука                                                   |     | Николай Денков       | ПП     |
| енергетика                                                            |     | Александър Николов   | ИТН    |
| иновации и растеж                                                     |     | Даниел Лорер         | ПП     |
| земеделие                                                             |     | Иван Иванов          | БСП    |
| транспорт и съобщения                                                 |     | Николай Събев        | ПП     |
| култура                                                               |     | Атанас Атанасов      | ПП     |
| електронно управление                                                 |     | Божидар Божанов      | ДБ     |
| туризъм                                                               |     | Христо Проданов      | БСП    |
| младеж и спорт                                                        |     | Радостин Василев     | ИТН    |

### Промени в кабинета

#### от 1 март 2022
- На 28 февруари 2022 г. премиерът Кирил Петков заявява, че ще поиска оставката на министъра на отбраната Стефан Янев с аргументите, че неговите позиции и изказвания не съответстват на коалиционното споразумение и водената от държавата външна политика по отношение на Руското нападение над Украйна. За поста е предложен Драгомир Заков, който е постоянен представител на България в НАТО. На 1 март 2022 г. на извънредно заседание на Народното събрание оставката на Стефан Янев и назначаването на Драгомир Заков са гласувани със 184 гласа „за“, 0 „против“ и 33 гласа „въздържал се“.

| министерство | име | име            | партия |
| ------------ | --- | -------------- | ------ |
| отбрана      |     | Драгомир Заков | ПП     |